# James Levine
James Lawrence Levine (23. června 1943 Cincinnati, Spojené státy – 9. března 2021 Palm Springs) byl americký dirigent a klavírista. Byl znám také jako klavírista, poprvé vystoupil na veřejnosti jako desetiletý na koncertu Cincinnati Symphony Orchestra.

## Hudební dráha
Levine byl po čtyřicet let (v letech 1976-2016) hudebním ředitelem Metropolitní opery v New Yorku. Důležité bylo rovněž jeho působení jako šéfdirigent Bostonského symfonického orchestru. Působil dlouhá léta jako hlavní dirigent americké hudební slavnosti Ravinia Festival, která se koná v blízkosti Chicaga. Jako host dirigoval řadu velkých symfonických orchestrů po celém světě. V Německu byl šéfdirigentem Mnichovských filharmoniků.
Kvůli vážnému onemocnění musel Levine svoji činnost jako dirigent v roce 2011 načas přerušit. Do Metropolitní opery se vrátil v roce 2013, přičemž dirigoval vsedě na zvlášť pro ten účel zkonstruovaném elektricky poháněném vozíčku.
Dne 1. listopadu 2017 vystoupil Levine v Berlíně na pozvání svého přítele Daniela Barenboima při provedení 3. symfonie Gustava Mahlera. Podle původního přání skladatele byla přitom kvůli velkému časovému rozsahu této skladby přestávka po prvních dvou větách.

## Obvinění a konec kariéry
Dne 2. prosince 2017 otiskl deník The New York Times na první stránce svého vydání článek obsahující podrobná svědectví čtyř mužů, v současnosti ve věku od 40 do více než 60 let, kteří vypověděli o dlouhodobém sexuálním zneužívání, kterého se James Levine na nich dopustil v době, kdy byli 16 až nejvíce něco přes 20 let staří. Tyto výpovědi se staly součástí policejního protokolu. Den poté ukončila Metropolitní opera své veškeré vztahy s Levinem a zrušila všechna jeho plánovaná vystoupení. Obdobné kroky učinila také vedení hudební slavnosti Ravinia Festival a Bostonského symfonického orchestru.
James Levine zemřel dne 9. března 2021 v kalifornském letovisku Palm Springs. Tuto zprávu uveřejnil 17. března jeho osobní lékař Dr. Len Horovitz, aniž by uvedl podrobnosti a příčinu Levineova úmrtí.